# Arvid Knöppel
Johan Arvid Konstantin Knöppel (ur. 7 marca 1867 w Sztokholmie, zm. 8 marca 1925 w Bad Nauheim) – szwedzki strzelec, mistrz olimpijski.
Wystąpił na Letnich Igrzyskach Olimpijskich 1908 w jednej konkurencji. W zawodach drużynowych w rundzie pojedynczej do sylwetki jelenia zdobył złoty medal, osiągając drugi rezultat wśród szwedzkich strzelców (skład zespołu: Arvid Knöppel, Ernst Rosell, Alfred Swahn, Oscar Swahn).
Był właścicielem browaru. Jego żoną była rzeźbiarka Maria Cecilia Elisabeth Schultz, z którą miał syna Arvida (również rzeźbiarza).

## Wyniki

### Igrzyska olimpijskie
| Igrzyska    | Konkurencja                                     | Wynik                          | Miejsce | Źródło |
| ----------- | ----------------------------------------------- | ------------------------------ | ------- | ------ |
| Londyn 1908 | Runda pojedyncza do sylwetki jelenia, drużynowo | 86 pkt. (druż.) 22 pkt. (ind.) |         | [ 1 ]  |